# Pusad
Pusad, est une ville et un conseil municipal du district d'Yavatmal dans l'État indien du Maharashtra. Lors du recensement de l'Inde de 2011, sa population s'élève à 73 046 habitants.